# 628-as busz
A 628-as számú elővárosi autóbusz Budapest (Népliget) és Kerekegyháza között közlekedik.

## Megállóhelyei
| 628 (Budapest, Népliget autóbusz-pályaudvar – Dabas – Kerekegyháza, autóbusz-váróterem) | 628 (Budapest, Népliget autóbusz-pályaudvar – Dabas – Kerekegyháza, autóbusz-váróterem) | 628 (Budapest, Népliget autóbusz-pályaudvar – Dabas – Kerekegyháza, autóbusz-váróterem) | 628 (Budapest, Népliget autóbusz-pályaudvar – Dabas – Kerekegyháza, autóbusz-váróterem) | 628 (Budapest, Népliget autóbusz-pályaudvar – Dabas – Kerekegyháza, autóbusz-váróterem) | 628 (Budapest, Népliget autóbusz-pályaudvar – Dabas – Kerekegyháza, autóbusz-váróterem) | 628 (Budapest, Népliget autóbusz-pályaudvar – Dabas – Kerekegyháza, autóbusz-váróterem) | 628 (Budapest, Népliget autóbusz-pályaudvar – Dabas – Kerekegyháza, autóbusz-váróterem) |
| Sorszám (↓)                                                                             | Megállóhely                                                                             | Sorszám (↑)                                                                             | Átszállási kapcsolatok |                                                                                         |                                                                                         |                                                                                         |                                                                                         |
| --------------------------------------------------------------------------------------- | --------------------------------------------------------------------------------------- | --------------------------------------------------------------------------------------- | --- | --------------------------------------------------------------------------------------- | --------------------------------------------------------------------------------------- | --------------------------------------------------------------------------------------- | --------------------------------------------------------------------------------------- |
| 0                                                                                       | Budapest, Népliget autóbusz-pályaudvar végállomás                                       | 44                                                                                      | 1, 1A 83 254E 607, 608, 626, 629, 630, 631, 632, 633, 635, 636, 650, 653, 654, 655, 656, 657, 659, 660, 661, 679, 705 1080, 1081, 1085, 1087, 1090, 1092, 1094, 1110, 1111, 1113, 1115, 1120, 1121, 1125, 1131, 1134, 1136, 1172, 1173, 1174, 1175, 1176, 1177, 1183, 1184, 1185, 1188, 1189, 1190, 1193, 1194, 1201, 1205, 1212, 1215, 1216, 1229, 1251, 1253, 1254, 1257, 1268 |                                                                                         |                                                                                         |                                                                                         |                                                                                         |
| A budapesti megállókban Kerekegyháza felé csak felszállás céljából áll meg.             |                                                                                         |                                                                                         | |                                                                                         |                                                                                         |                                                                                         |                                                                                         |
| 1                                                                                       | Budapest, Határ út                                                                      | 43                                                                                      | 66, 66B, 66E, 84E, 89E, 94E, 99, 123, 123A, 142E, 194, 194B, 294E 42, 50, 52 626, 629, 660 1110 |                                                                                         |                                                                                         |                                                                                         |                                                                                         |
| 2                                                                                       | Budapest, Pesterzsébet felső                                                            | 42                                                                                      | 66, 66B, 224, 224E 626, 627, 629, 630, 631, 632, 635, 636, 650, 653, 654, 655, 659, 660, 661 1110 |                                                                                         |                                                                                         |                                                                                         |                                                                                         |
| 3                                                                                       | Budapest, Soroksár, Hősök tere                                                          | 41                                                                                      | 66, 66B, 66E, 135, 166 626, 627, 629, 630, 631, 632, 635, 636, 650, 653, 654, 655, 659, 660, 661 1110 |                                                                                         |                                                                                         |                                                                                         |                                                                                         |
| 4                                                                                       | Budapest, Zsellér dűlő                                                                  | 40                                                                                      | 66, 66B, 66E, 135 626, 627, 629, 630, 631, 632, 635, 636 |                                                                                         |                                                                                         |                                                                                         |                                                                                         |
| 5                                                                                       | Budapest, Központi raktárak                                                             | 39                                                                                      | 66, 66B, 66E 626, 627, 629, 630, 631, 632, 635, 636 |                                                                                         |                                                                                         |                                                                                         |                                                                                         |
| Budapest–Alsónémedi közigazgatási határa                                                |                                                                                         |                                                                                         | |                                                                                         |                                                                                         |                                                                                         |                                                                                         |
| 6                                                                                       | Alsónémedi, Árpád út                                                                    | 38                                                                                      | 626, 627, 629, 630, 631, 636 |                                                                                         |                                                                                         |                                                                                         |                                                                                         |
| 7                                                                                       | Alsónémedi, Fő utca 27.                                                                 | 37                                                                                      | 627, 629, 636 |                                                                                         |                                                                                         |                                                                                         |                                                                                         |
| (+1)                                                                                    | Alsónémedi, Árpád utca 59.*                                                             | (+3)                                                                                    | 626, 627, 630, 631, 636 |                                                                                         |                                                                                         |                                                                                         |                                                                                         |
| (+2)                                                                                    | Alsónémedi, Haraszti utca 81.*                                                          | (+2)                                                                                    | 626, 627, 630, 631, 633, 636 |                                                                                         |                                                                                         |                                                                                         |                                                                                         |
| (+3)                                                                                    | Alsónémedi, Haraszti utca 13.*                                                          | (+1)                                                                                    | 626, 627, 630, 631, 633, 636 |                                                                                         |                                                                                         |                                                                                         |                                                                                         |
| 8                                                                                       | Alsónémedi, Szabadság tér                                                               | 36                                                                                      | 626, 627, 629, 630, 631, 633, 636 |                                                                                         |                                                                                         |                                                                                         |                                                                                         |
| Alsónémedi–Ócsa közigazgatási határa                                                    |                                                                                         |                                                                                         | |                                                                                         |                                                                                         |                                                                                         |                                                                                         |
| 9                                                                                       | Bugyi elágazás                                                                          | 35                                                                                      | 626, 627, 629, 630 |                                                                                         |                                                                                         |                                                                                         |                                                                                         |
| 10                                                                                      | Ócsai tanyák                                                                            | 34                                                                                      | 626, 627, 629 |                                                                                         |                                                                                         |                                                                                         |                                                                                         |
| 11                                                                                      | Felsőbabádi elágazás                                                                    | 33                                                                                      | 626, 627, 629, 640, 641, 643 |                                                                                         |                                                                                         |                                                                                         |                                                                                         |
| 12                                                                                      | Felsőbabád                                                                              | 32                                                                                      | 626, 627, 629, 640, 641 |                                                                                         |                                                                                         |                                                                                         |                                                                                         |
| Ócsa–Dabas közigazgatási határa                                                         |                                                                                         |                                                                                         | |                                                                                         |                                                                                         |                                                                                         |                                                                                         |
| 13                                                                                      | 35-ös km kő                                                                             | 31                                                                                      | 626, 627, 629, 640, 641 |                                                                                         |                                                                                         |                                                                                         |                                                                                         |
| 14                                                                                      | Dabas, Sári híd                                                                         | 30                                                                                      | 626, 627, 629, 640, 641 |                                                                                         |                                                                                         |                                                                                         |                                                                                         |
| 15                                                                                      | Dabas, Sári okmányhivatal                                                               | 29                                                                                      | 609, 611, 617, 618, 619, 626, 627, 629, 640, 641 |                                                                                         |                                                                                         |                                                                                         |                                                                                         |
| 16                                                                                      | Dabas, Sári Kálvária                                                                    | 28                                                                                      | 611, 617, 618, 619, 626, 627, 629, 640, 641 |                                                                                         |                                                                                         |                                                                                         |                                                                                         |
| 17                                                                                      | Dabas, Sári-Kaparás                                                                     | 27                                                                                      | 611, 617, 618, 619, 626, 627, 629, 640, 641 |                                                                                         |                                                                                         |                                                                                         |                                                                                         |
| 18                                                                                      | Dabas, Felső-Dabas                                                                      | 26                                                                                      | 611, 617, 618, 619, 626, 627, 629, 640, 641 |                                                                                         |                                                                                         |                                                                                         |                                                                                         |
| 19                                                                                      | Dabas, Felsődabasi templom                                                              | 25                                                                                      | 617, 618, 619, 626, 627, 629, 640, 641 |                                                                                         |                                                                                         |                                                                                         |                                                                                         |
| 20                                                                                      | Dabas, Népbolt                                                                          | 24                                                                                      | 610, 617, 618, 619, 626, 627, 629, 640, 641 } |                                                                                         |                                                                                         |                                                                                         |                                                                                         |
| 21                                                                                      | Dabas, Alsó-Dabasi templom                                                              | 23                                                                                      | 610, 612, 614, 617, 618, 619, 626, 627, 629, 640, 641 |                                                                                         |                                                                                         |                                                                                         |                                                                                         |
| (+1)                                                                                    | Dabas, Lakos dr. utca*                                                                  | (+1)                                                                                    | 595, 618, 626, 640, 641 |                                                                                         |                                                                                         |                                                                                         |                                                                                         |
| (+2)                                                                                    | Dabas, Vörösmarty utca*                                                                 | (+2)                                                                                    | 595, 610, 612, 614, 618, 621, 622, 626, 627, 629, 640, 641 |                                                                                         |                                                                                         |                                                                                         |                                                                                         |
| (+3)                                                                                    | Dabas, Lakos dr. utca*                                                                  | (+3)                                                                                    | 618, 626, 627, 640, 641 |                                                                                         |                                                                                         |                                                                                         |                                                                                         |
| 22                                                                                      | Dabas, kaszinó                                                                          | 22                                                                                      | 595, 610, 612, 614, 617, 618, 619, 626, 627, 629, 640, 641 |                                                                                         |                                                                                         |                                                                                         |                                                                                         |
| 23                                                                                      | Dabas, filmszínház                                                                      | 21                                                                                      | 619, 624, 626, 627, 629, 640 |                                                                                         |                                                                                         |                                                                                         |                                                                                         |
| 24                                                                                      | Dabas, Gyón régi Piactér                                                                | 20                                                                                      | 619, 620, 621, 623, 624, 626, 627, 629, 640 |                                                                                         |                                                                                         |                                                                                         |                                                                                         |
| 25                                                                                      | Dabas, Gyón tatárszentgyörgyi elágazás                                                  | 19                                                                                      | 619, 620, 621, 623, 624, 626, 627, 629, 640 |                                                                                         |                                                                                         |                                                                                         |                                                                                         |
| Dabas–Tatárszentgyörgy közigazgatási határa                                             |                                                                                         |                                                                                         | |                                                                                         |                                                                                         |                                                                                         |                                                                                         |
| 26                                                                                      | Tatárszentgyörgy, Farkas-tanya (5205-ös sz. út)                                         | 18                                                                                      | 629 |                                                                                         |                                                                                         |                                                                                         |                                                                                         |
| 27                                                                                      | Tatárszentgyörgy, Vörösmarty utca                                                       | 17                                                                                      | 629 |                                                                                         |                                                                                         |                                                                                         |                                                                                         |
| 28                                                                                      | Tatárszentgyörgy, iskola                                                                | 16                                                                                      | |                                                                                         |                                                                                         |                                                                                         |                                                                                         |
| 29                                                                                      | Tatárszentgyörgy, Hunyadi tér                                                           | 15                                                                                      | |                                                                                         |                                                                                         |                                                                                         |                                                                                         |
| 30                                                                                      | Tatárszentgyörgy, Orbán-tanya                                                           | 14                                                                                      | |                                                                                         |                                                                                         |                                                                                         |                                                                                         |
| Tatárszentgyörgy–Ladánybene közigazgatási határa                                        |                                                                                         |                                                                                         | |                                                                                         |                                                                                         |                                                                                         |                                                                                         |
| 31                                                                                      | Ladánybene, Vármegyehatár (5202-es számú út)                                            | 13                                                                                      | |                                                                                         |                                                                                         |                                                                                         |                                                                                         |
| 32                                                                                      | Ladánybene, népbolt                                                                     | 12                                                                                      | |                                                                                         |                                                                                         |                                                                                         |                                                                                         |
| 33                                                                                      | Domonyik tanya                                                                          | 11                                                                                      | |                                                                                         |                                                                                         |                                                                                         |                                                                                         |
| 34                                                                                      | Ladánybene, temető                                                                      | 10                                                                                      | |                                                                                         |                                                                                         |                                                                                         |                                                                                         |
| 35                                                                                      | Ladánybene, autóbusz-váróterem                                                          | 9                                                                                       | |                                                                                         |                                                                                         |                                                                                         |                                                                                         |
| 36                                                                                      | Ladánybene, iskola                                                                      | 8                                                                                       | |                                                                                         |                                                                                         |                                                                                         |                                                                                         |
| Ladánybene–Kunbaracs közigazgatási határa                                               |                                                                                         |                                                                                         | |                                                                                         |                                                                                         |                                                                                         |                                                                                         |
| 37                                                                                      | 4-es km kő (Határ út)                                                                   | 7                                                                                       | |                                                                                         |                                                                                         |                                                                                         |                                                                                         |
| 38                                                                                      | Kunbaracs, földműves szövetkezet                                                        | 6                                                                                       | |                                                                                         |                                                                                         |                                                                                         |                                                                                         |
| 39                                                                                      | Bagó tanya                                                                              | 5                                                                                       | |                                                                                         |                                                                                         |                                                                                         |                                                                                         |
| Kunbaracs–Kerekegyháza közigazgatási határa                                             |                                                                                         |                                                                                         | |                                                                                         |                                                                                         |                                                                                         |                                                                                         |
| 40                                                                                      | Kunbaracsi elágazás                                                                     | 4                                                                                       | |                                                                                         |                                                                                         |                                                                                         |                                                                                         |
| 41                                                                                      | Kerekegyháza, kunszentmiklósi útelágazás                                                | 3                                                                                       | |                                                                                         |                                                                                         |                                                                                         |                                                                                         |
| 42                                                                                      | Kozák tanya                                                                             | 2                                                                                       | |                                                                                         |                                                                                         |                                                                                         |                                                                                         |
| 43                                                                                      | Kerekegyháza, Állami Gazdaság                                                           | 1                                                                                       | |                                                                                         |                                                                                         |                                                                                         |                                                                                         |
| 44                                                                                      | Kerekegyháza, autóbusz-váróterem végállomás                                             | 0                                                                                       | |                                                                                         |                                                                                         |                                                                                         |                                                                                         |

* Alsónémedi Haraszti utcához és Dabas, Vörösmarty utcához csak néhány járat tér be. Az Alsónémedi betérők nem érintik Fő utca 27. megállót.